# Діденко Іван Іванович
Іван Іванович Діденко (10 січня 1879 р.н., м. Єлисаветград — ?) — підполковник Армії УНР. З 2 березня 1921 р. був приділений до штабу 16-ї бригади 6-ї Січової стрілецької дивізії Дієвої армії УНР.